# Đường tỉnh 376
Đường tỉnh 376 là một tỉnh lộ quan trọng của tỉnh Hưng Yên, Việt Nam.

## Lộ trình
Toàn tuyến dường như chạy theo hướng Bắc - Nam, càng xuống phía Nam chiều đường hơi chết về phía Đông. Dự án có điểm đầu kết nối với Quốc lộ 5 ở địa bàn huyện Yên Mỹ (phần đất ruộng thôn An Lạc, xã Trưng Trắc nay là ngã tư khu công nghiệp phố Nối A), điểm cuối kết nối với quốc lộ 39A, địa bàn thôn Chiến Thắng xã Thiện Phiến, huyện Tiên Lữ, cách cầu Triều Dương (Tiên Lữ) khoảng 1 km. Theo thiết kế thì nền đường rộng 12m, mặt đường rộng 11m, được trải thảm bê tông nhựa dày 7 cm, vận tốc thiết kế 60 km/h. Toàn tuyến có chiều dài khoảng 37,6 km.
Tỉnh lộ 200 đường chạy qua 19 xã, thị trấn của 5 huyện thuộc tỉnh Hưng Yên, tính từ bắc xuống nam lần lượt là: Giai Phạm, Ngọc Long, Tân Lập, TT. Yên Mỹ, Trung Hòa, Tân Việt (thuộc huyện Yên Mỹ) – Vân Du, Quang Vinh, TT. Ân Thi, Nguyễn Trãi, Hồ Tùng Mậu, Hồng Vân, Hồng Quang (thuộc huyện Ân Thi) – Hưng Đạo, Ngô Quyền, TT. Vương (Phố Giác), Dị Chế, Hải Triều, Thiện Phiến (thuộc huyện Tiên Lữ).

## Lịch sử
Tỉnh lộ 200 được khởi công dự án, cải tạo và nâng cấp vào ngày 15.7.2010, với tổng số vốn đầu tư là 974 tỷ VND từ trái phiếu Chính phủ. Toàn tuyến được giao hoàn toàn cho Cty Cổ phần, tập đoàn xây dựng DĐK thiết kế và thi công, dự tính trong vòng 15 tháng toàn tuyến đường sẽ được đưa vào sử dụng, nhưng sau khi chậm tiến độ 8 tháng nhưng tỉnh lộ 200 vẫn còn ngổn ngang. Thanh tra chính phủ đã vào cuộc và đưa ra kết luận: "quá trình tổ chức chỉ định thầu, hồ sơ yêu cầu chỉ phát hành cho một nhà thầu duy nhất là Cty DĐK cho tất cả các gói thầu xây lắp của tỉnh lộ 200 là không đúng quy định của Luật Đấu thầu".
Ngày 23 tháng 10 năm 2013, UBND tỉnh Hưng Yên ban hành Quyết định số 2015/QĐ-UBND về việc đổi tên số hiệu đường tỉnh 200 (ĐT.200) thành đường tỉnh 376 (ĐT.376).
Ngày 12 tháng 4 năm 2023, UBND tỉnh Hưng Yên ban hành Quyết định số 8755/QĐ-UBND về việc:
- Bổ sung từ nút giao với ĐT.381C quy hoạch (ngã ba xã Vĩnh Khúc, huyện Văn Giang) khoảng 1km đến vị trí giao với tuyến cao tốc CT.38 - Vành đai 4 - Hà Nội; quy hoạch đường cấp I đồng bằng, 6 làn xe cơ giới. Bổ sung quy hoạch đoạn tuyến tránh khu vực đông dân cư xã Trung Hòa, xã Tân Việt, huyện Yên Mỹ dài khoảng 5km; quy hoạch đường cấp I đồng bằng, 6 làn xe cơ giới vào Đường tỉnh 376.
- Giai đoạn 2021 – 2025: Đầu tư xây dựng hoàn chỉnh đoạn tuyến qua thị trấn Yên Mỹ với quy mô mặt cắt ngang từ 7,5m – 13,9m và 34m, chiều dài 6,1km. Đầu tư xây dựng đoạn tuyến tránh khu vực đông dân cư xã Trung Hòa, xã Tân Việt, huyện Yên Mỹ dài khoảng 5km với quy mô đường cấp II đồng bằng, 4 làn xe cơ giới.

### Tầm quan trọng
Đây được xem là tuyến đường quan trọng của tỉnh Hưng Yên, được chính quyền tỉnh đưa vào "diện cấp bách" cần xây dựng sớm vì nó giải quyết vấn đề giao thông quan trọng, nhất là trao đổi hàng hoá nông sản giữa Hưng Yên và Thái Bình, đồng thời phục vụ sản xuất và kinh doanh của 3 khu công nghiệp lớn ở Hưng Yên.